# Giro del Piemonte 1993
Il Giro del Piemonte 1993, ottantunesima edizione della corsa, si svolse il 7 ottobre 1993 su un percorso di 199 km. La vittoria fu appannaggio dello svizzero Beat Zberg, che completò il percorso in 4h29'20", precedendo il connazionale Laurent Dufaux e l'italiano Fabrizio Bontempi.
Sul traguardo di Torino 43 ciclisti portarono a termine la competizione. 

## Ordine d'arrivo (Top 10)
| Pos. | Corridore         | Squadra                   | Tempo    |
| ---- | ----------------- | ------------------------- | -------- |
| 1    | Beat Zberg        | Carrera Jeans-Tassoni     | 4h29'20" |
| 2    | Laurent Dufaux    | O.N.C.E.                  | s.t.     |
| 3    | Fabrizio Bontempi | Mapei-CLAS                | s.t.     |
| 4    | Dimitri Konychev  | Jolly Componibili-Club 88 | s.t.     |
| 5    | Dimitri Zhdanov   | Novemail-Histor           | s.t.     |
| 6    | Gianni Faresin    | ZG Mobili-Bottecchia      | s.t.     |
| 7    | Gianluca Tonetti  | Mapei-CLAS                | a 10"    |
| 8    | Erik Dekker       | Wordperfect-Colnago-Decca | a 2'48"  |
| 9    | Andrea Peron      | Gatorade-Bianchi          | s.t.     |
| 10   | Jan Schur         | Motorola-Merckx           | s.t.     |